# Muhammed Conteh
Muhammed Conteh (* 31. März 1996 in Wellingara) ist ein gambischer Fußballspieler, der als Mittelfeldspieler für den Mbour Petite-Côte FC spielt.
Er wurde in Wellingara geboren und spielte Vereinsfußball für Stade de Mbour und Mbour Petite-Côte. Sein Länderspieldebüt gab er 2016 für Gambia.